# Kernit
Kernit (auch Rasorit) ist ein selten vorkommendes Mineral aus der Mineralklasse der „Borate“ (früher: „Carbonate, Nitrate und Borate“, siehe Klassifikation) mit der chemischen Zusammensetzung Na2[B4O6(OH)2]·3H2O und ist damit chemisch gesehen ein wasserhaltiges Natriumtetraborat.
Kernit kristallisiert im monoklinen Kristallsystem und entwickelt meist farblose bis weiße, isometrisch geformte Kristalle mit glasähnlichem Glanz auf den Oberflächen. Oft werden aber auch seidenglänzende, faserige, körnige oder massige Aggregate von bis zu 3,5 m Größe gefunden.

## Etymologie und Geschichte
Erstmals gefunden wurde Kernit in der Kramer Borat-Lagerstätte „Rich Station“ bei Boron im Kern County in Kalifornien und beschrieben 1927 durch Waldemar Theodore Schaller, der das Mineral nach seiner Typlokalität (Kern County) benannte.
Typmaterial des Minerals wird in der Harvard University bei Cambridge, Massachusetts (Register-Nr. 88508) und im National Museum of Natural History von Washington, D.C., USA (Register-Nr. 95643) aufbewahrt.

## Klassifikation
In der mittlerweile veralteten, aber noch gebräuchlichen 8. Auflage der Mineralsystematik nach Strunz gehörte der Kernit zur gemeinsamen Mineralklasse der „Carbonate, Nitrate und Borate“ und dort zur Abteilung der „Kettenborate“, wo er ohne weitere Verwandte eine eigenständige Gruppe bildete.
Die seit 2001 gültige und von der International Mineralogical Association (IMA) verwendete 9. Auflage der Strunz’schen Mineralsystematik ordnet den Kernit in die nun eigenständige Klasse der „Borate“ und dort in die Abteilung der „Tetraborate“ ein. Diese Abteilung ist allerdings weiter unterteilt nach der Kristallstruktur, so dass das Mineral entsprechend seinem Aufbau in der Unterabteilung „Ketten- und Band-Tetraborate (Ino-Tetraborate)“ zu finden ist, wo es als einziges Mitglied die unbenannte Gruppe 6.DB.05 bildet.
Die vorwiegend im englischen Sprachraum gebräuchliche Systematik der Minerale nach Dana ordnet den Kernit dagegen wie die veraltete 8. Auflage der Strunz’schen Systematik in die gemeinsame Klasse der „Carbonate, Nitrate und Borate“, dort allerdings in die Abteilung der „Wasserhaltigen Borate mit Hydroxyl oder Halogen“ ein. Hier ist er einziges Mitglied der unbenannten Gruppe 26.04.05 innerhalb der Unterabteilung der „Wasserhaltigen Borate mit Hydroxyl oder Halogen“ zu finden.

## Kristallstruktur
Kernit kristallisiert monoklin in der Raumgruppe P21/a (Raumgruppen-Nr. 14, Stellung 3) mit den Gitterparametern a = 15,68 Å; b = 9,16 Å; c = 7,02 Å und β = 108,9° sowie 4 Formeleinheiten pro Elementarzelle.
Die Kristallstruktur von Kernit besteht aus eckenverknüpften BO4-Tetraedern, die parallel zur b-Achse Ketten bilden und wechselseitig mit B(OH)-Gruppen verbunden sind.

## Eigenschaften
Kernit ist wasserlöslich, muss also als Mineralprobe vor Feuchtigkeit geschützt aufbewahrt werden.

## Bildung und Fundorte

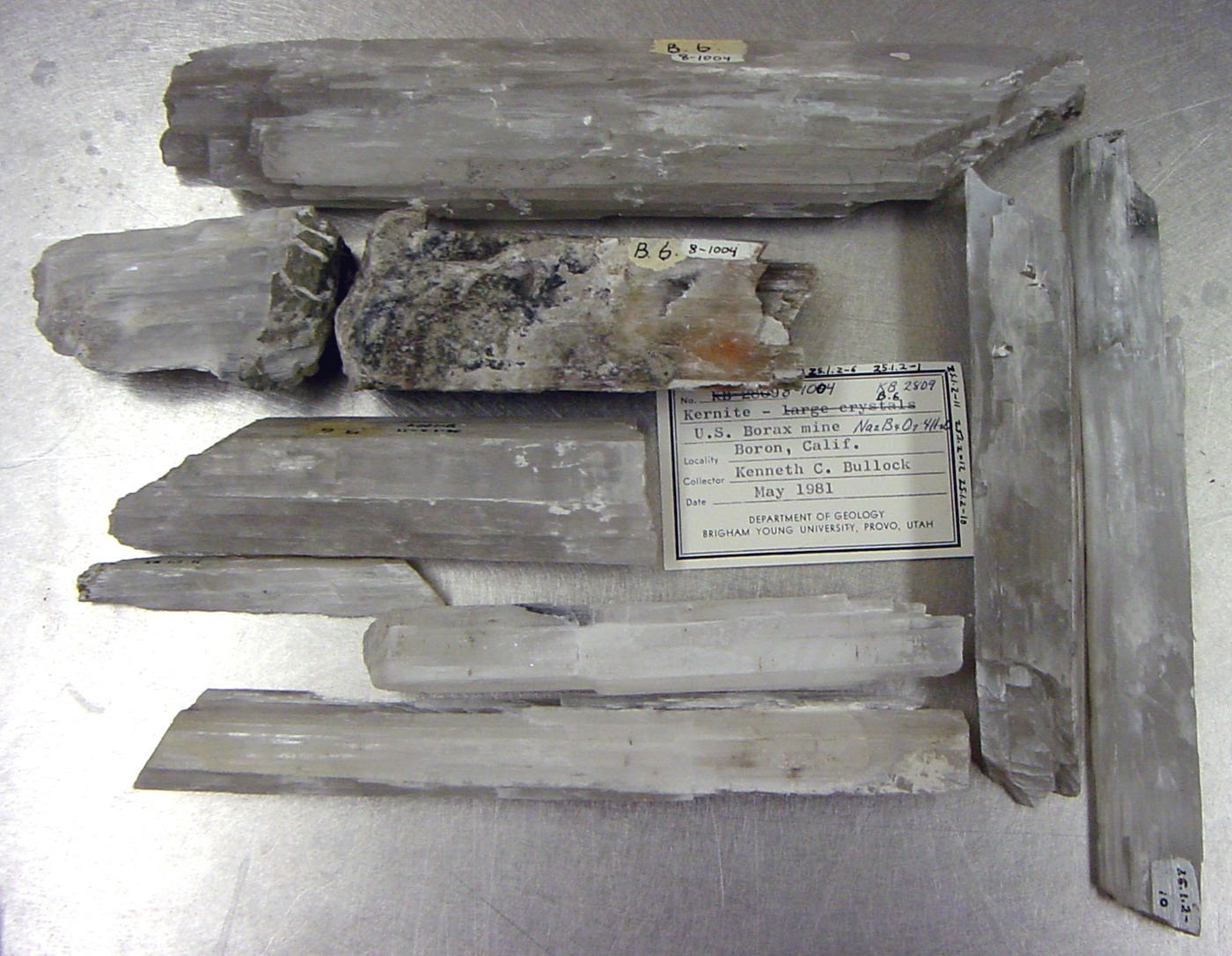
Mehrere große Kristalle aus der U.S. Borax Mine bei Boron, Kalifornien

Kernit bildet sich durch schwache Kontaktmetamorphose aus Borax sowie durch Sedimentation in borhaltigen Lagerstätten. Begleitminerale sind unter anderem Borax, Inyoit, Ulexit und Colemanit.
Weltweit konnte Kernit bisher (Stand: 2011) an 10 Fundorten nachgewiesen werden. Eine der wichtigsten Lagerstätten des Minerals ist die im Osten des Kern Countys gelegene Mojave-Wüste in Kalifornien.
Daneben wurde Kernit noch bei Otis im ebenfalls in Kalifornien gelegenen San Bernardino County, in der Provinz Salta in Argentinien, Katalonien in Spanien und in der Boratlagerstätte bei Kırka in der türkischen Provinz Eskişehir gefunden.

## Verwendung
Kernit ist trotz seiner Seltenheit mit einem Gehalt von bis zu 14,9 % Bor ein wichtiges Erz zur Gewinnung dieses Elements für die Chemische Industrie.